# Caenolophus
Caenolophus és un gènere extint de mamífers perissodàctils, tal vegada de la família dels aminodòntids, que visqueren a l'Àsia oriental durant l'Eocè, fa entre 33,9 i 48,1 milions d'anys. Se n'han trobat restes fòssils a Corea del Nord i la Xina. L'estructura de les dents superiors és típica dels rinocerotoïdeus. El seu aspecte general devia recordar els tapirs per la seva constitució lleugera i esvelta. Tenia el crani força curt i les potes més aviat primes. Feia un xic més d'un metre i mig. El nom genèric Caenolophus significa ‘cresta recent’.